# L'Ivresse de la forêt
Pour les articles homonymes, voir Waldrausch.
Pour plus de détails, voir Fiche technique et Distribution.
L'Ivresse de la forêt (titre original : Waldrausch) est un film autrichien réalisé par Paul May sorti en 1962.
Il s'agit de la deuxième adaptation du roman du même nom de Ludwig Ganghofer après celle de 1939 (de) déjà réalisé par Paul May et avant celle de 1977 (de).

## Synopsis
Ambros Lutz retourne dans son village natal, Maria Schnee, après des années. Il est ingénieur et construira un barrage à Maria Schnee. Au début, il se fait des ennemis parmi les villageois, qui doivent être réinstallés. Surtout, Crispin Sagenbacher s'oppose à la vente de son terrain, demande enfin des prix usuraires et ne cède que lorsque Ambros lui propose de lui permettre de gérer la cantine du chantier. À son tour, Crispin attise la colère des travailleurs de la construction, car il réclame des prix trop élevés pour les boissons et les aliments.
Ambros est de plus en plus coincé entre deux femmes qui le courtisent. Bien que Bede soit la petite amie de Crispin, elle se sent repoussée par son comportement agressif et sa jalousie et tombe amoureux d'Ambros. Seul le petit fils de Crispin, Toni, l'aime bien, mais il est de plus en plus sur son dos, car il craint une relation entre Beda et Ambros. Ambros, de son côté, aime Beda, mais se sent également attirée par son amie d’enfance Annette von Larenburg, devenue princesse après son mariage. Son mari est un pilote de course et est constamment en mouvement, alors Annette se réfugie avec Ambros. Elle veut quitter son mari.
En plus de ses problèmes personnels, les travaux de construction du barrage provoquent chez Ambros des maux de tête supplémentaires. Depuis des décennies, la forêt s'épanouit pour la première fois et le pollen qui l'entoure rend les ouvriers du bâtiment complètement fous. Beaucoup déclarent être malades ou sont trop fatigués pour se rendre sur le chantier. Ambros suspend les travaux de construction pendant quelques jours, mais le temps presse, car le ruisseau, qui traverse le village, n'est que temporairement arrosé et drainé pendant la construction. Toute grosse pluie risque de casser les portes et d'inonder le village.
Quand Crispin revoit Beda et Ambros en conversation, il commence une bagarre avec son adversaire et frappe Ambros avec une barre de fer, ce qui provoque une commotion cérébrale et une perte de conscience pour l'ingénieur. Ensuite, Crispin demande aux ouvriers de la construction de quitter le chantier et de se rendre à son restaurant local, où il veut tout dépenser.
Ambros ne s'est pas encore réveillé de son évanouissement profond quand un grand orage menace la vallée. Les lignes électriques sont gravement endommagées et l'eau menace de détruire le stockage temporaire et de mettre ainsi en danger le village ; à cause d'écoulements envasants et des mécanismes défaillants, les portes ne peuvent pas être ouvertes pour drainer l'eau de manière contrôlée. Seul Beda, qui surveillait le lit d'Ambros sur le chantier de construction, réussit à alerter les ouvriers du bâtiment du village. La nuit, ils essaient d'ouvrir les drains bouchés et de réparer le mécanisme de levage des portes. Ambros est également conduit sur le site, mais ne peut pas intervenir. Crispin réussit à percer un trou dans l'une des portes afin que l'eau puisse s'écouler et que le village soit sauvé. Il paie son engagement de sa vie.
Quelque temps plus tard, le barrage est terminé. Annette est revenue chez son mari, qui a eu un grave accident la nuit de la tempête. Ambros et Beda se marient et emmènent Toni avec eux. Ambros prépare déjà un nouveau projet de barrage en Afrique. Au barrage de Maria Schnee, une plaque commémorative commémore Crispin.

## Fiche technique
- Titre français : L'Ivresse de la forêt[3]
- Titre original : Waldrausch
- Réalisation : Paul May assisté de Herta Friedl
- Scénario : Kurt Heuser
- Musique : Johannes Fehring
- Direction artistique : Fritz Jüptner-Jonstorff, Leo Metzenbauer
- Costumes : Gerdago
- Photographie : Elio Carniel (de)
- Son : Herbert Janeczka
- Montage : Herma Sandtner
- Production : Herbert Gruber, Heinz Pollak, Paul May
- Sociétés de production : Sascha-Film
- Société de distribution : Gloria Filmverleih
- Pays de production :  Autriche
- Langue : allemand
- Format : Couleur - 1,33:1 - Mono - 35 mm
- Genre : Drame
- Durée : 89 minutes
- Dates de sortie :
  - Allemagne : 17 août 1962.
  - Danemark : 22 avril 1963.
  - France : 13 avril 1966[3].

## Distribution
- Gerhard Riedmann (de) : Ambros Lutz
- Marianne Hold : Beda
- Ingeborg Schöner : Annette von Larenburg
- Sieghardt Rupp : Crispin Sagenbacher
- Paul Hartmann : Stuiber
- Peter Toifl : Toni
- Adrienne Gessner : Le Zieblingen
- Alexander Trojan (de): Boris von Larenburg
- Sepp Rist : M. von Kaprun
- Edd Stavjanik : Le majordome Kesselschmidt
- Hans Habietinek : Le conseiller
- Raoul Retzer : Le tailleur
- Walter Regelsberger : Le chauffeur
- Herbert Fux : Le maître d'œuvre Seidl
- Walter Lehr : Peter Stich
- Edgar Wenzel (de) : Un étranger
- Henry van Lyck : Un Italien
- Sepp Löwinger (de) : Le bourgmestre